# FK Rīga
FK Rīga byl lotyšský fotbalový klub hrající nejvyšší lotyšskou ligu – Virslīga. Klub vznikl v roce 1999 z velké části na hráčské základně bankrotujícího klubu LU/Daugava Rīga, který ukončil svoji činnost v roce 2000. Hned první rok své existence se klubu podařilo získat lotyšský fotbalový pohár. Ve finále porazil svého městského rivala Skonto FC, který v letech 1994–2002 získal 14 ligových titulů v řadě. Díky tomu si tým zahrál v roce 2000 předkolo Poháru UEFA, v němž ale přes švédský Helsingborg nepostoupil. Díky třetímu místu v sezoně 2007 si v roce 2008 zahrál poslední ročník poháru Intertoto a taktéž druhý ročník Baltic League, což je pobaltská obdoba skandinávské Royal League.

## Úspěchy klubu
- 1× vítěz lotyšského fotbalového poháru: 1999[1]
- Virslīga: nejlepší umístění: 3. místo (2007)

## Evropské poháry
| Sezona  | Soutěž                 | Kolo     | Tým             | Z1  | Z2  |
| 2000-01 | Pohár UEFA             | Předkolo | Helsingborg IF  | 0-0 | 0-5 |
| 2008    | Baltská fotbalová liga | Skupina  | FC TVMK Tallinn | 1-0 | 2-1 |
|         | Baltská fotbalová liga | Skupina  | FK Ekranas      | 4-1 | 1-2 |
| 2008    | Intertoto              | 1. kolo  | Fylkir          |     |     |

## Ligová umístění
- 2007 – 3. místo
- 2006 – 7. místo
- 2005 – 5. místo
- 2004 – 6. místo
- 2003 – 5. místo
- 2002 – 7. místo
- 2001 – 7. místo
- 2000 – 5. místo
- 1999 – 6. místo